# 농협문화복지재단
농협재단(구 농협문화복지재단)은 농촌문화의 계승발전과 농업인의 복지증진을 위한 사업 등을 통하여 농촌지역사회의 유지․발전과 농업인의 삶의 질 향상에 기여하고 도시와 농촌이 균형적으로 발전하는데 이바지 함을 목적으로 2004년 7월 7일 설립허가된 대한민국 농림축산식품부 소관의 재단법인이다. 사무실은 서울특별시 영등포구 여의도동 34-7, 농협재단빌딩 18층에 있다. 2012년 1월 4일 농협문화복지재단에서 농협재단으로 명칭을 변경했다.